# Іванчицівська липа (пам'ятка природи)
Іва́нчицівська ли́па — ботанічна пам'ятка природи місцевого значення в Україні. Розташована на території Рожищенського району Волинської області, в селі Іванчиці. 
Площа 0,01 га. Статус отриманий у 1972 році. Перебуває у віданні: Іванчицівська сільська рада. 
Статус присвоєно для збереження одного дерева липи серцелистої (Tilia cordata) віком близько 345 років, з висотою стовбура 25 м, діаметром — 1,5 м.

## Галерея

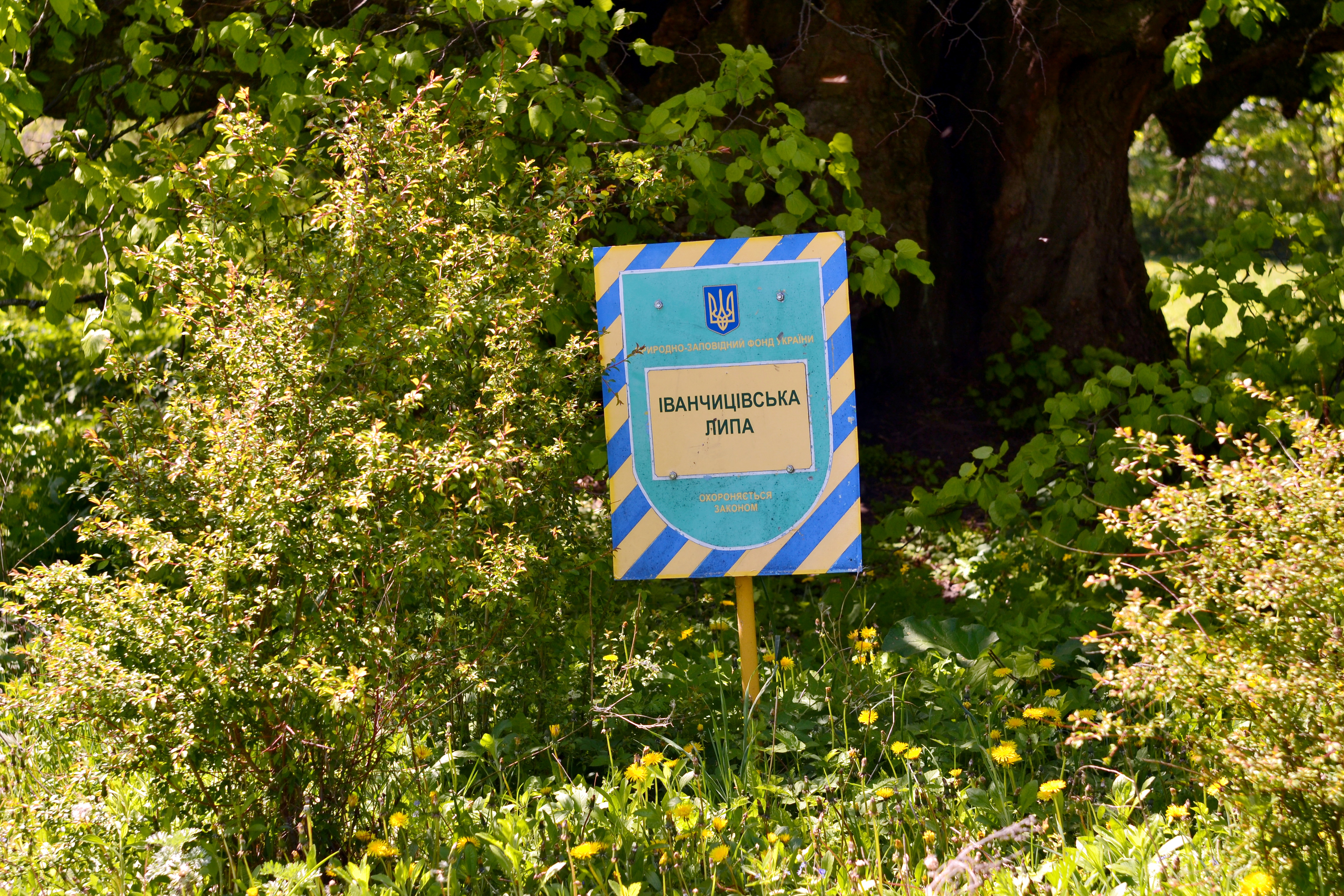
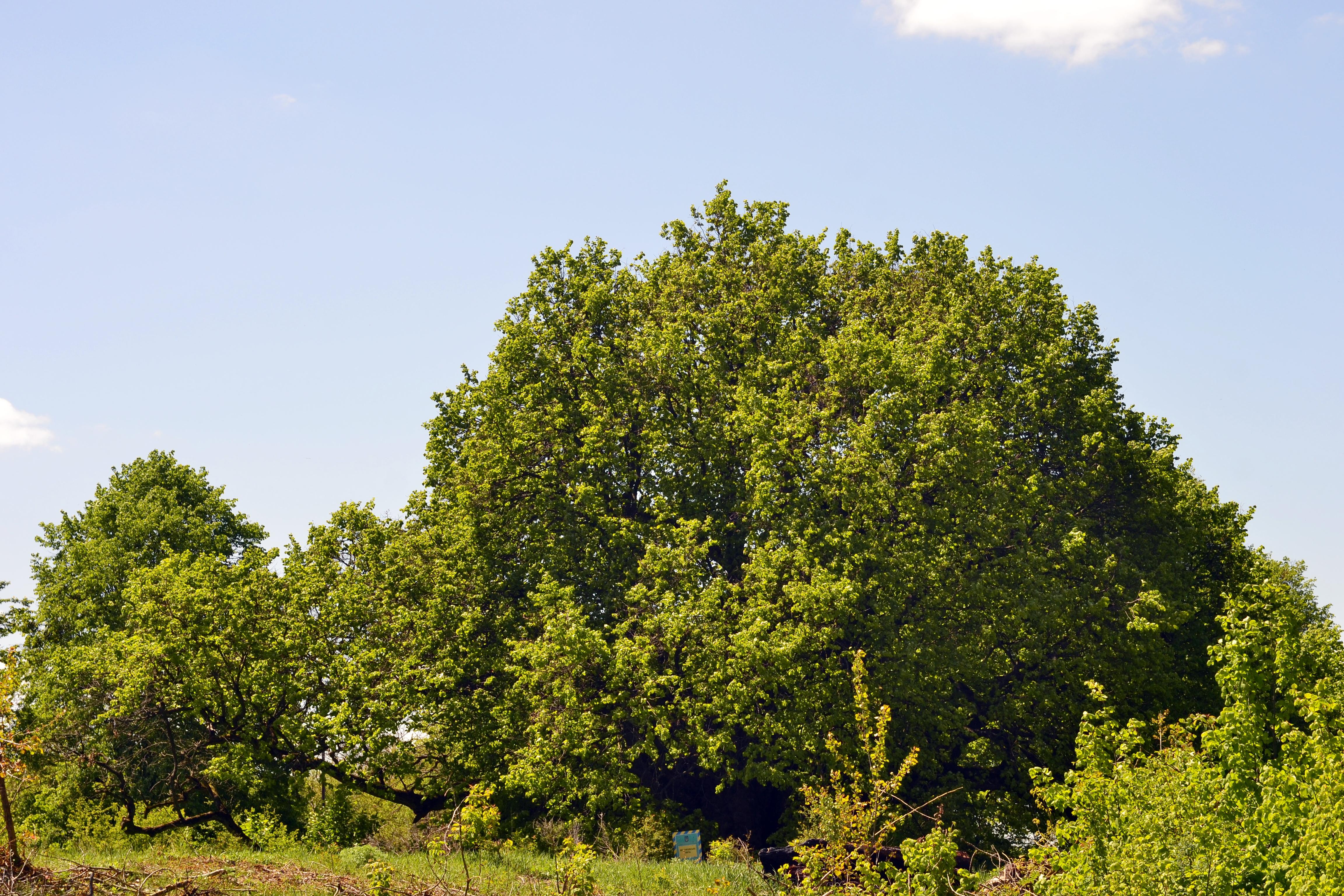
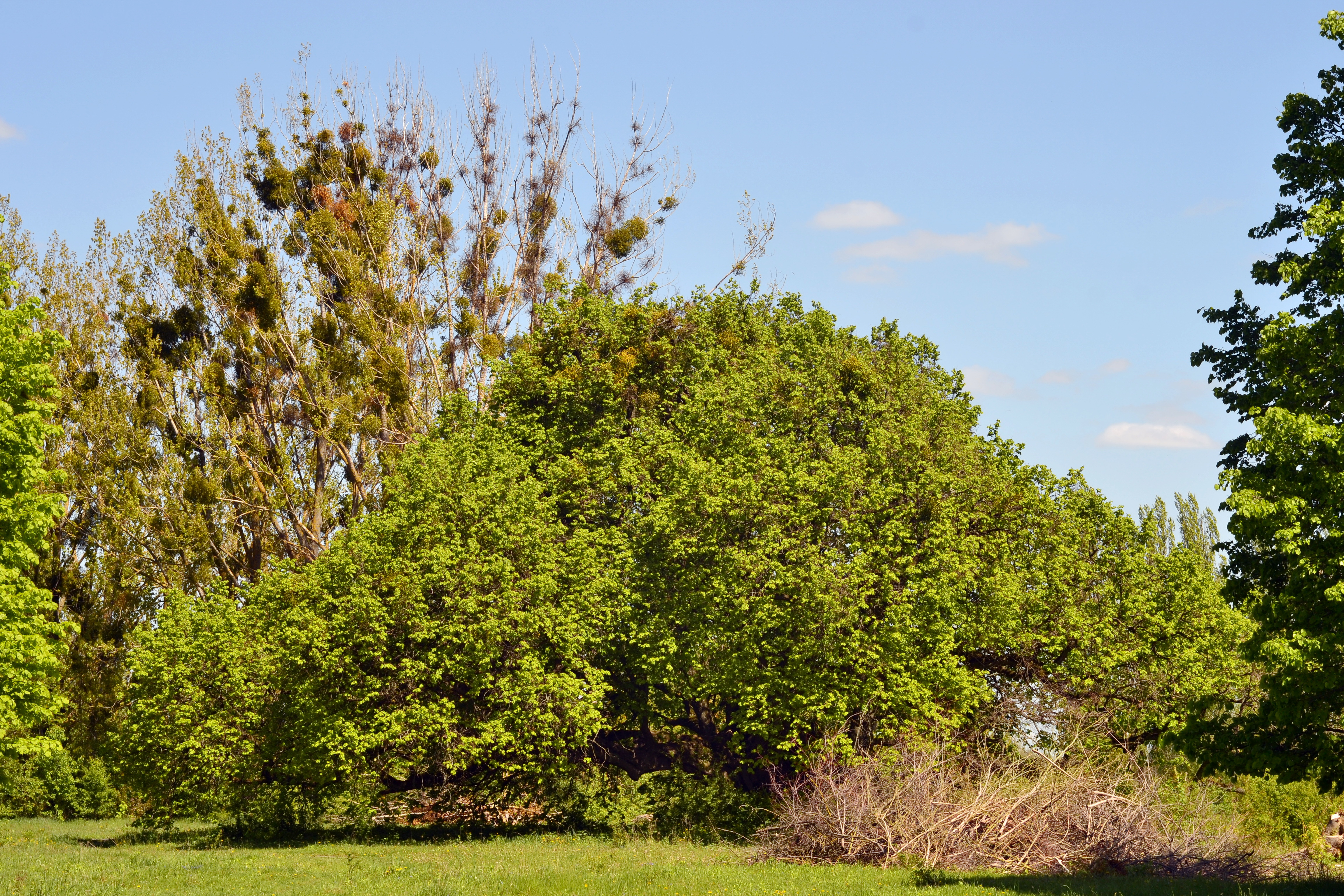